# Lista orașelor din Fiji
Aceasta este o listă de orașe din Fiji.

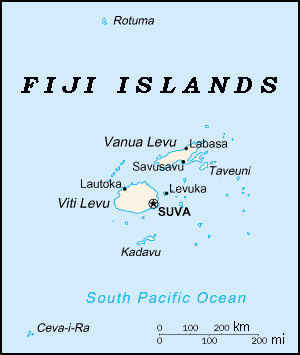
Fiji

- Lautoka
- Suva
- Flagstaff
- Ba
- Labasa
- Lami
- Levuka
- Nausori
- Savusavu
- Sigatoka
- Tavua
- Rakiraki
- Nadi
- Navua
- Korovou
- Nasinu
- Dreketi
- Lomawai
- Korolevu
- Navua
- Natumbua
- Vatukoula
- Nakasi, Fiji